# Fenimorea
Fenimorea es un género de gasterópodos marinos perteneciente a la familia Drilliidae.

## Especies
Este género contiene las siguientes especies:
- Fenimorea culexensis Nowell-Usticke, 1969
- Fenimorea fucata (Reeve, 1845)
- Fenimorea halidorema Schwengel, 1940
- Fenimorea janetae Bartsch, 1934
- Fenimorea kathyae Tippett, 1995
- Fenimorea pagodula (Dall, 1889)
- Fenimorea petiti Tippett, 1995
- Fenimorea sunderlandi (Petuch, 1987)
- Fenimorea ustickei (Nowell-Usticke, 1959)